# 龙溪镇 (武冈市)
龙溪镇，是中华人民共和国湖南省邵陽市武冈市下辖的一个乡镇级行政单位。

## 行政区划
龙溪镇下辖以下地区：
龙溪铺社区、石路村、王家桥村、石洪村、同心村、柳荫村、龙云村、龙目村、塘田村、龙田桥村、大坪村、龙江村、明塘村、连山村、双石村、罗岚桥村、南山村、白茶村、凤凰桥村、大塘村、塘袁村、盐井村、斗山村和歧塘村。